# South West Rocks
South West Rocks is een plaats in de Australische deelstaat New South Wales en telt 4116 inwoners (2001).